# Deadline (jeu vidéo, 1996)
Deadline est un jeu vidéo de stratégie temps réel développé par Millennium et édité par Psygnosis, sorti en 1996 sur MS-DOS.
Le joueur doit mener une escouade de forces spéciales dans 17 missions d'antiterrorismes combinant planification tactique et action en temps réel. L'aire de jeu est représenté en 3D isométrique.

## Accueil
| Deadline |      |       |
| Média    | Pays | Notes |
| Gen4     | FR   | 3/5   |
| Joystick | FR   | 90 %  |
| PC Team  | FR   | 84 %  |